# Château des Réaux
 (juillet 2025).
La mise en forme du texte ne suit pas les recommandations de Wikipédia : il faut le « wikifier ».
Les points d'amélioration suivants sont les cas les plus fréquents. Le détail des points à revoir est peut-être précisé sur la page de discussion.
- Les titres sont pré-formatés par le logiciel. Ils ne sont ni en capitales, ni en gras.
- Le texte ne doit pas être écrit en capitales (les noms de famille non plus), ni en gras, ni en italique, ni en « petit »…
- Le gras n'est utilisé que pour surligner le titre de l'article dans l'introduction, une seule fois.
- L'italique est rarement utilisé : mots en langue étrangère, titres d'œuvres, noms de bateaux, etc.
- Les citations ne sont pas en italique mais en corps de texte normal. Elles sont entourées par des guillemets français : « et ».
- Les listes à puces sont à éviter, des paragraphes rédigés étant largement préférés. Les tableaux sont à réserver à la présentation de données structurées (résultats, etc.).
- Les appels de note de bas de page (petits chiffres en exposant, introduits par l'outil «  Source ») sont à placer entre la fin de phrase et le point final[comme ça].
- Les liens internes (vers d'autres articles de Wikipédia) sont à choisir avec parcimonie. Créez des liens vers des articles approfondissant le sujet. Les termes génériques sans rapport avec le sujet sont à éviter, ainsi que les répétitions de liens vers un même terme.
- Les liens externes sont à placer uniquement dans une section « Liens externes », à la fin de l'article. Ces liens sont à choisir avec parcimonie suivant les règles définies. Si un lien sert de source à l'article, son insertion dans le texte est à faire par les notes de bas de page.
- La présentation des références doit suivre les conventions bibliographiques. Il est recommandé d'utiliser les modèles {{Ouvrage}}, {{Chapitre}}, {{Article}}, {{Lien web}} et/ou {{Bibliographie}}. Le mode d'édition visuel peut mettre en forme automatiquement les références.
- Insérer une infobox (cadre d'informations à droite) n'est pas obligatoire pour parachever la mise en page.

Pour une aide détaillée, merci de consulter Aide:Wikification.
Si vous pensez que ces points ont été résolus, vous pouvez retirer ce bandeau et améliorer la mise en forme d'un autre article.
Le château des Réaux est situé auprès de la commune de Chouzé-sur-Loire, dans le département d'Indre-et-Loire en région Centre-Val de Loire. Il est inscrit monument historique en 1930.

## Présentation

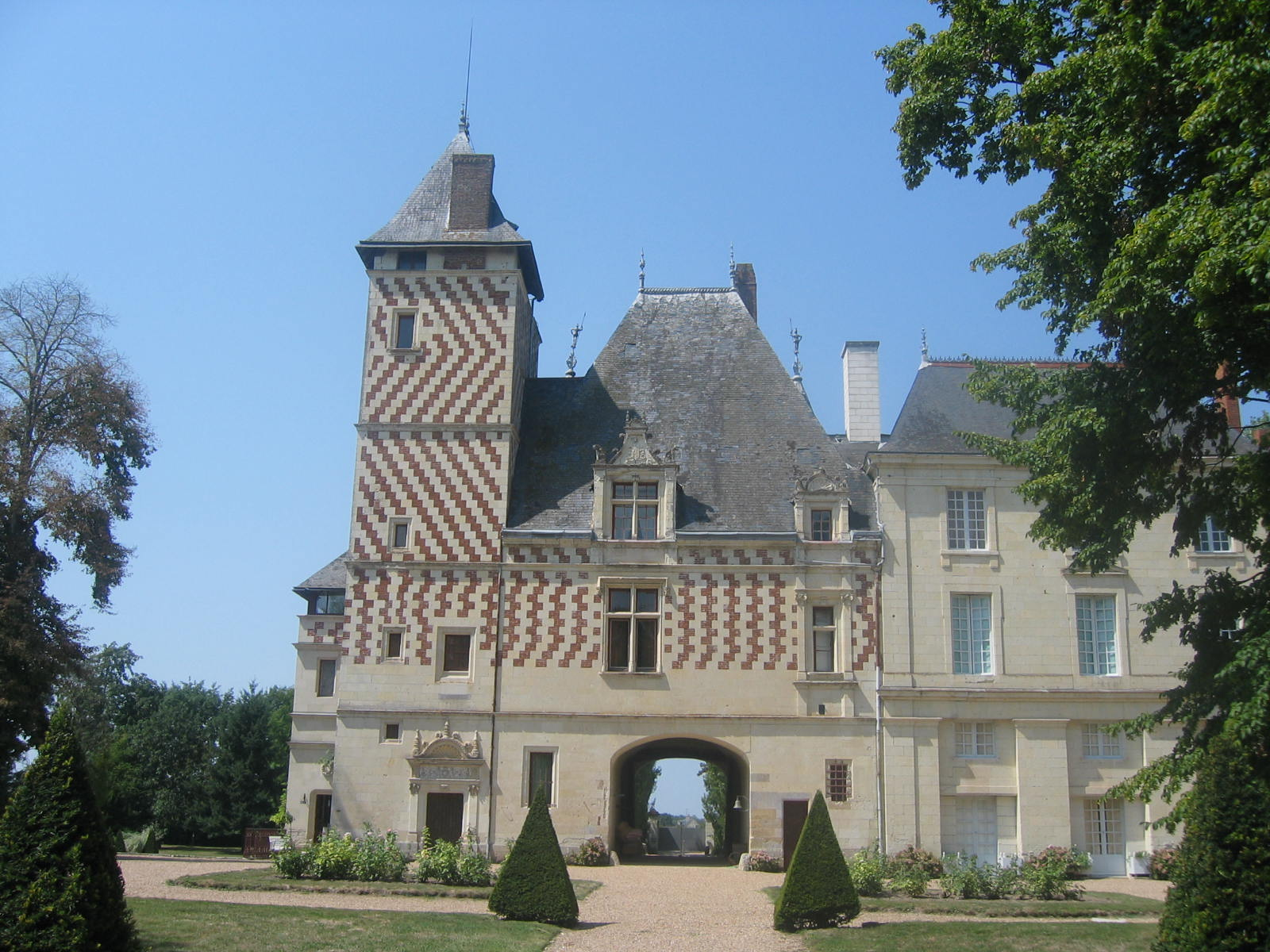
Le Château des Réaux.

Le château des Réaux a appartenu, au XIVe siècle, à Amaury Péau, puis à Jeanne de Mont(e)jean, comtesse de Sancerre, à son fils Antoine de Bueil, et à Gilles de Brye en 1455. En ruine au XVe siècle, il est acquis par Jean (Ier) Briçonnet († 1493), premier maire de Tours en 1462. Le château actuel a été construit à l'emplacement de l'ancien château fort par son petit-fils, Jean (II) Briçonnet († 1559), fils de Guillaume Briçonnet (1445-1514), seigneurs des lieux appelés alors Plessis-Rideau. Il a également été habité par Thibaut de Longuejoue, fils de Mathieu de Longuejoue[source insuffisante] et mari de Madeleine Briçonnet, elle-même fille de Jean (II) ; puis par leurs descendants, les Taveau (Louise de Longuejoue, fille de Thibaut et Madeleine, ayant marié Jean Taveau, baron de Morthemer : fl. 1585). Le mariage, en 1595, de leur fille Françoise Taveau avec Philibert-Emmanuel de La Béraudière, apporte le domaine dans la famille de La Béraudière. Leur fils aîné François de La Béraudière en hérite[réf. souhaitée] et le vend 115 000 livres, vers 1650, à l'écrivain poète Gédéon Tallemant des Réaux, qui en fait sa demeure et est autorisé à lui donner son nom[réf. non conforme], le 30 juillet 1653, par lettres patentes du roi.
Après la mort de Tallemant, sa veuve Elisabeth de Rambouillet le revend en 1714, pour 120 000 livres, à Louis Taboureau († 1746), secrétaire-conseiller du roi, père de Louis-Mathurin Taboureau des Réaux et grand-père du contrôleur général des finances Louis-Gabriel Taboureau des Réaux (1718-1782).
Le château devient en 1897 la propriété de Julien Barrois (ou Barois selon l'Annuaire des Châteaux de 1909-1910, p. 47, publié par Armand La Fare, éditeur du Tout-Paris), arrière-grand-père de Florence Goupil de Bouillé, née de Rendinger, laquelle le cède en 2005 à l'homme d'affaires et poète ukrainien Yevhen Yukhnytsya[réf. souhaitée].

## Galerie

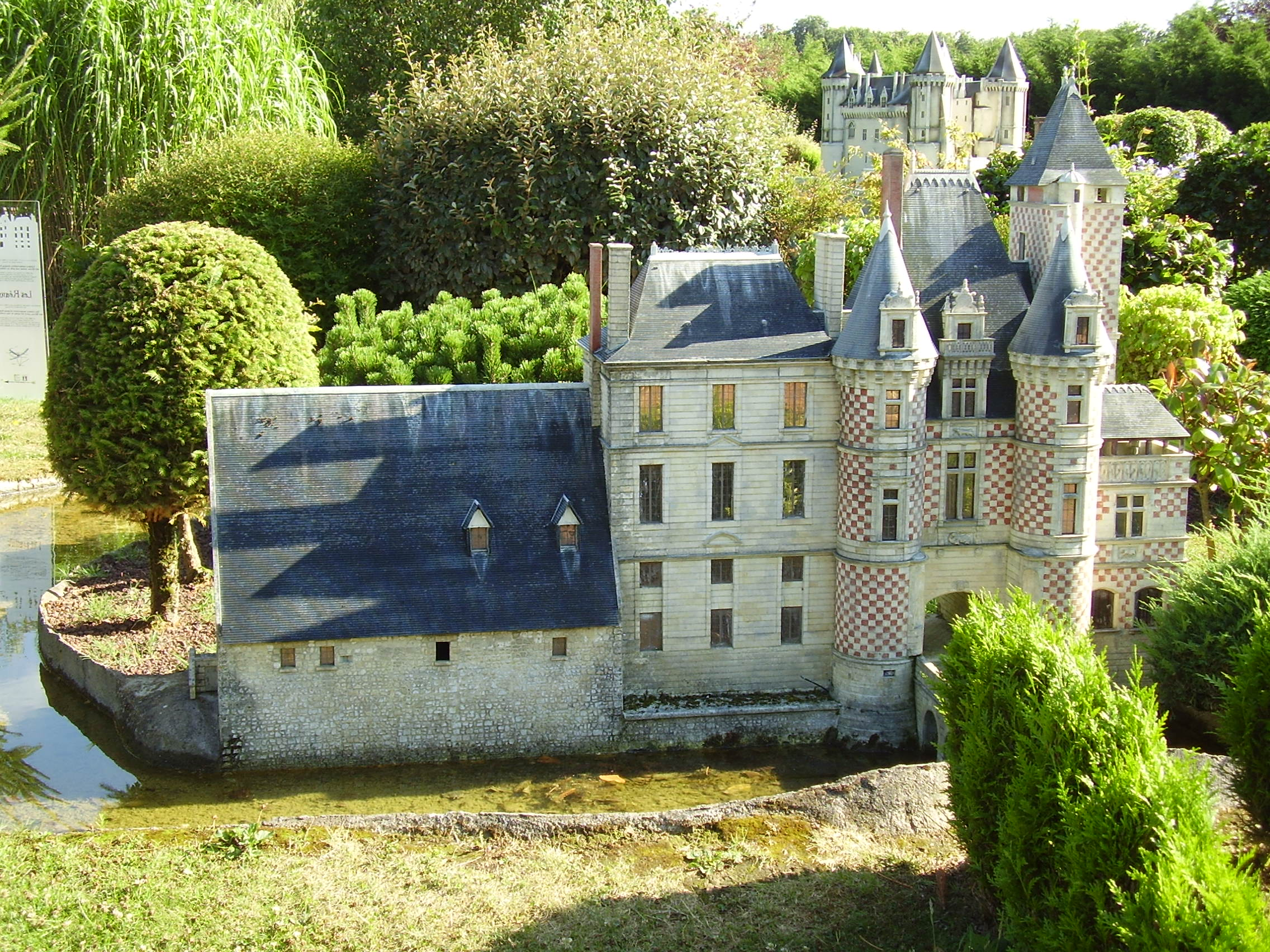
Reproduction du château des Réaux au parc Mini-Châteaux
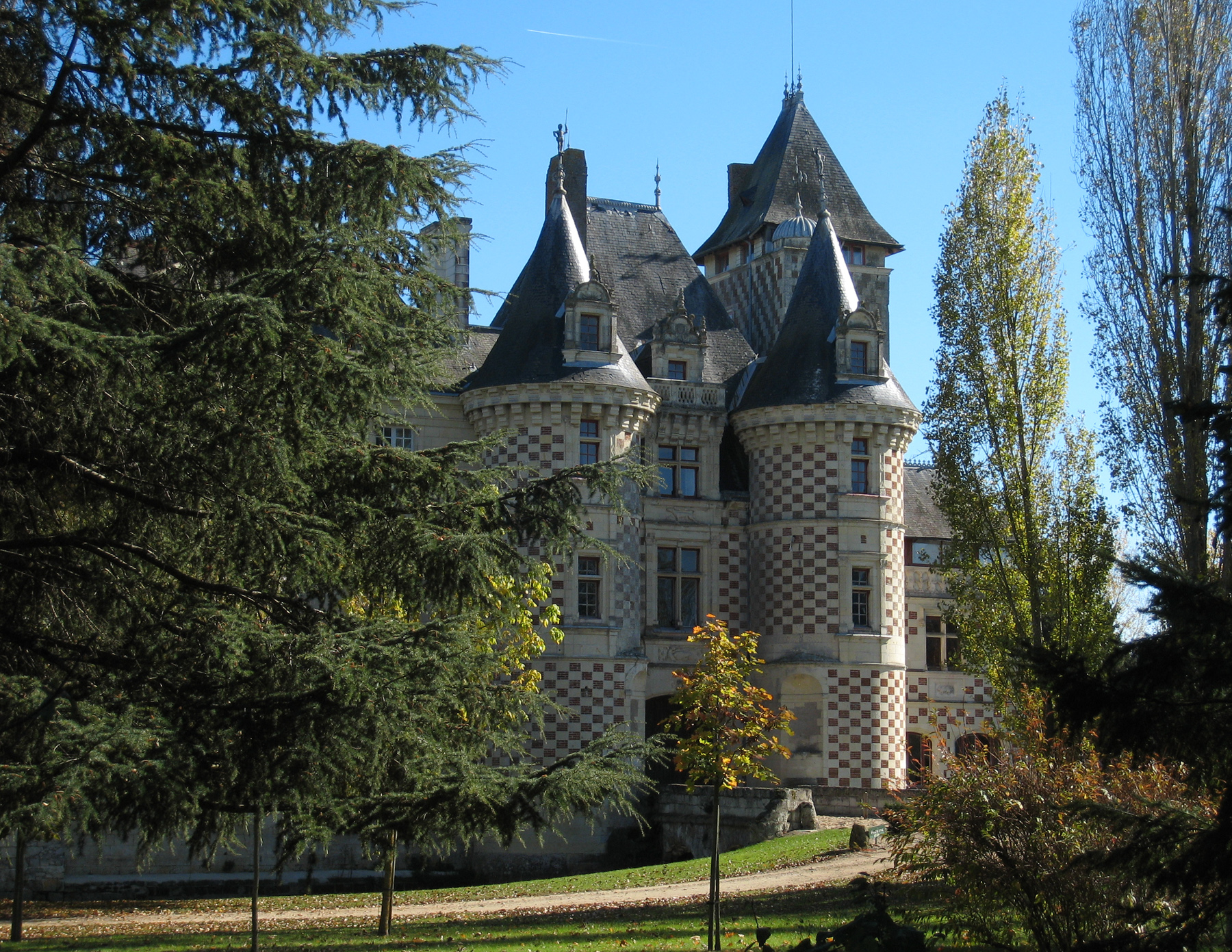
Le château des Réaux, vue depuis le parc adjacent
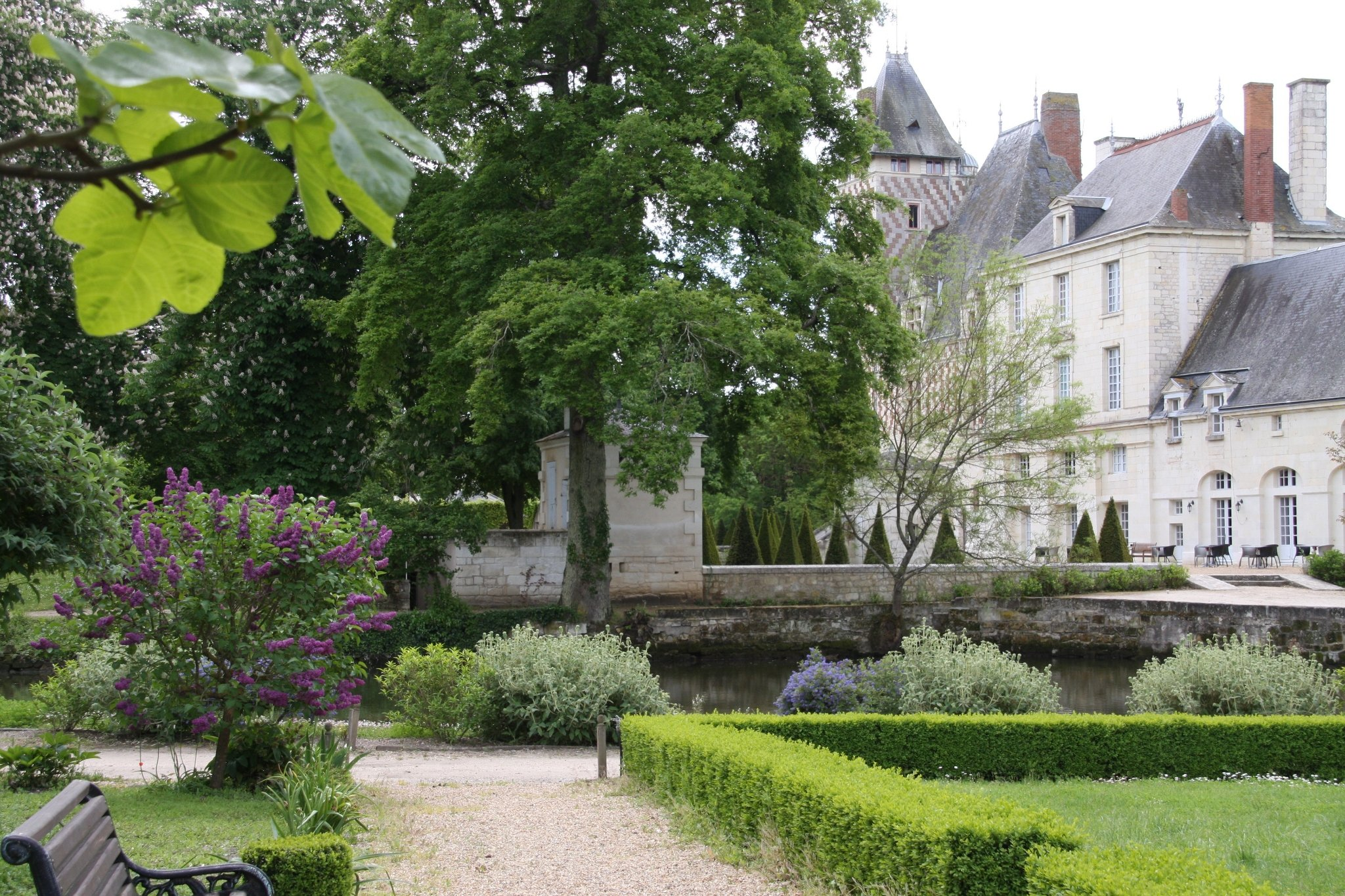
Lilas dans le parc de Jean Brisonné
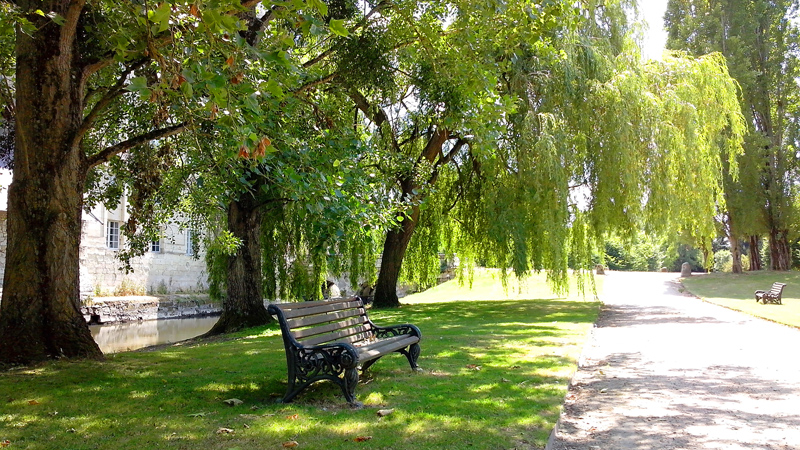
Saule dans le parc
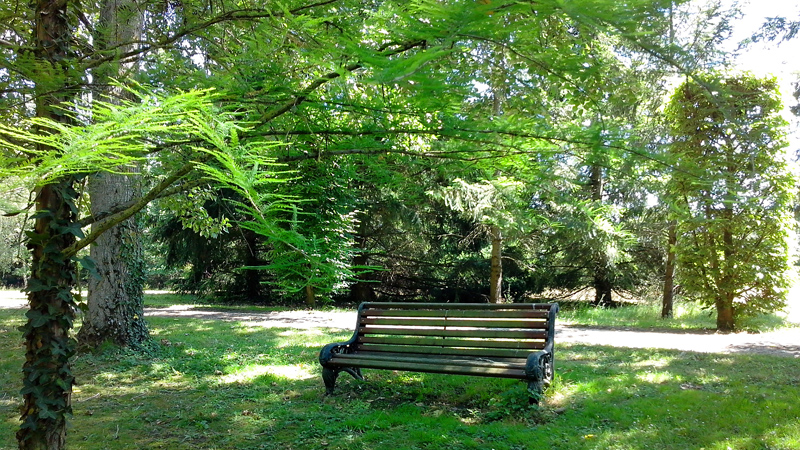
Parc de Jean Brisonné
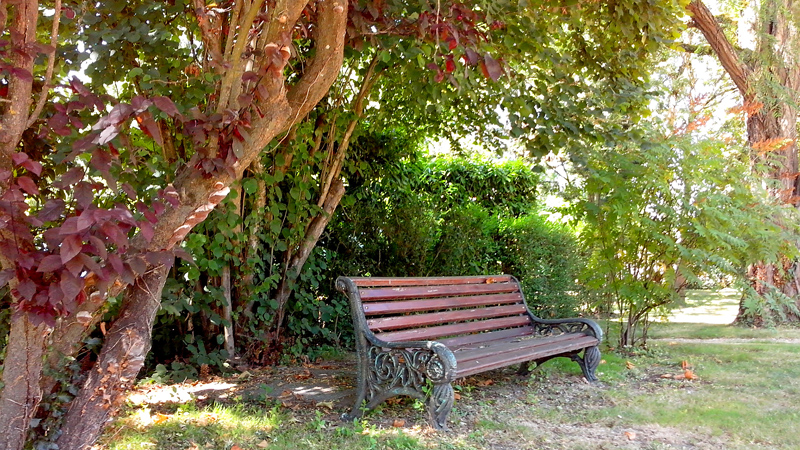
Banc dans le parc
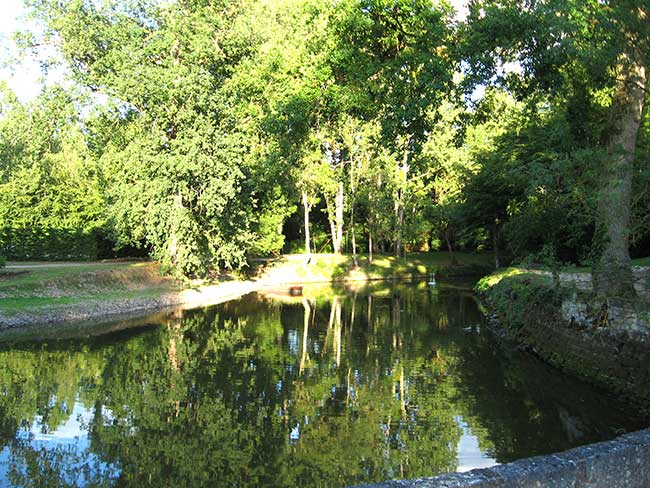
Etang dans le parc